# معهد أبو كبير للطب الشرعي

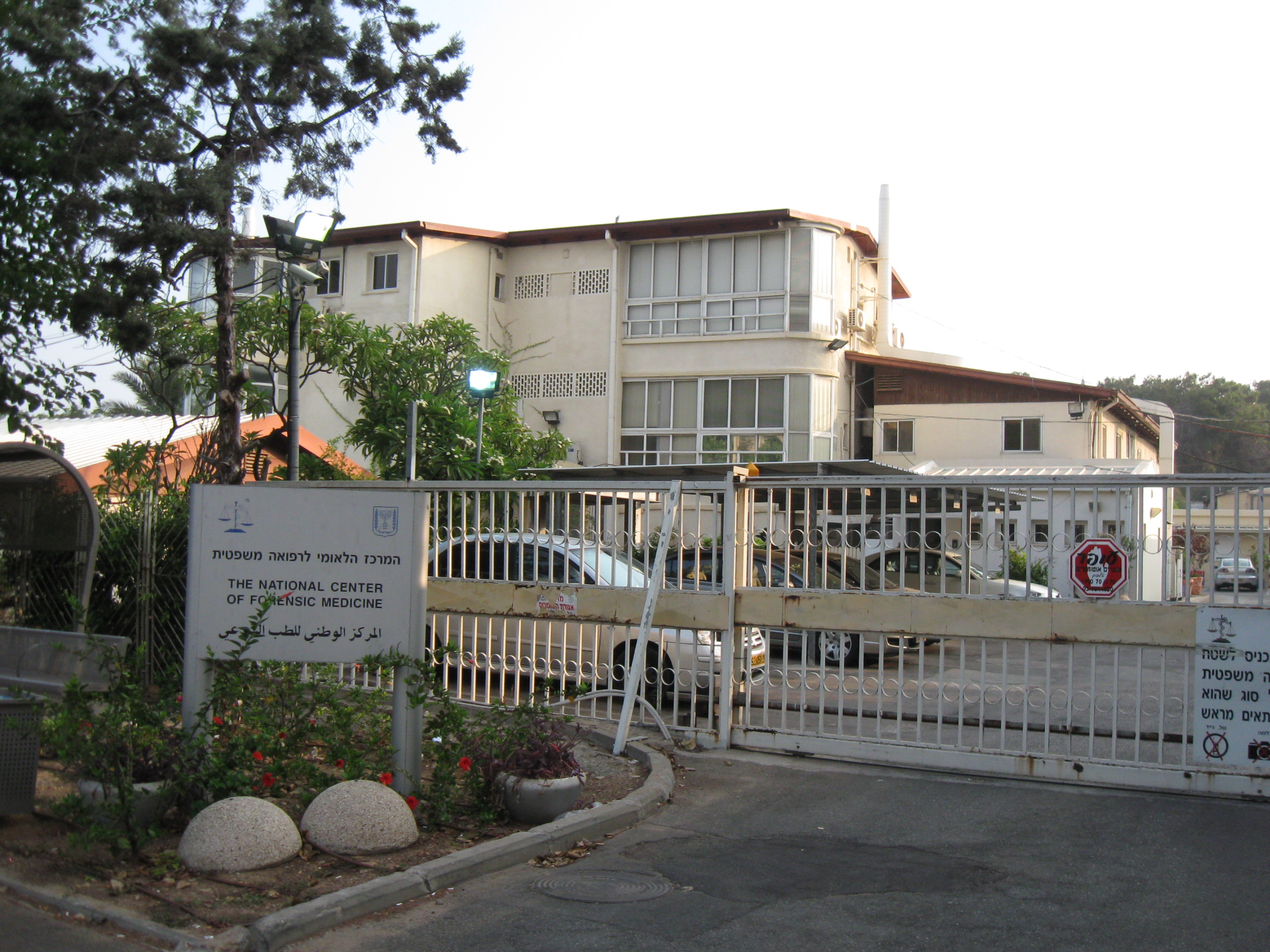
معهد أبو كبير للطب الشرعي

معهد أبو كبير للطب الشرعي هو مختبر أبحاث جنائي إسرائيلي، يقع في حي أبو كبير في تل أبيب، إسرائيل. معروف أيضًا باسم معهد إل. جرينبيرج للطب الشرعي L. Greenberg Institute of Forensic Medicine.
تأسس المعهد في الخمسينيات من القرن الماضي كمعهد للطب الشرعي لإسرائيل. منذ تأسيسه، لعب المعهد دورًا حيويًا في التحقيق في الجرائم والحوادث وغيرها من الحوادث في إسرائيل والأراضي الفلسطينية المحتلة. كما شاركت في فحص الهيئات لتحديد ضحايا الحوادث أو الكوارث ولأغراض الطب الشرعي في التحقيقات الجنائية.
على مر السنين ، خضع معهد أبو كبير للطب الشرعي للعديد من التغييرات والتوسعات. في السبعينيات، انتقل المعهد إلى موقعه الحالي في تل أبيب وخضع لأعمال تجديد وتطوير كبيرة.
في الثمانينيات، أنشأ المعهد وحدة أنثروبولوجيا الطب الشرعي، وهي مسؤولة عن فحص الرفات البشرية وتحديد الأفراد المجهولين.
في التسعينيات، أنشأ المعهد أيضًا وحدة الطب الشرعي الوراثي، والتي تستخدم تحليل الحمض النووي لتحديد الأفراد وإقامة العلاقات بين الناس.
على الرغم من الإنجازات العديدة التي حققها معهد أبو كبير للطب الشرعي ، فقد تعرض أيضًا للعديد من الفضائح المتعلقة بمعالجته لجثث الفلسطينيين. واحدة من أكثر الفضائح شهرة حدثت في عام 2000 عندما تم الكشف عن أن المعهد كان يأخذ أعضاء من الجثث الفلسطينية دون موافقة عائلات المتوفين. وأدى ذلك إلى غضب واستنكار واسع النطاق وأدى إلى استقالة مدير المعهد.

## التاريخ
تأسس المعهد عام 1954 كجزء من قسم التعريف الجنائي للشرطة الإسرائيلية (اليوم يُسمى قسم تحديد الهوية وعلوم الطب الشرعي). يتبع المعهد فنيًا لوزارة الصحة الإسرائيلية ويتبع كلية الطب في جامعة تل أبيب، ويتبع إداريًا مستشفى آساف هروفيه الإسرائيلي.
معهد أبو كبير هو المكان الوحيد المرخص له بإجراء تشريح للجثث في حالات الوفاة غير الطبيعية. يُجري مختبر أبو كبير فحوصات الطب الشرعي في حالات الاغتصاب والقتل والانتحار والوفاة المشبوهة، كما يُحدد هوية ضحايا العمليات الاستشهادية.

## دور المعهد في الصراع الفلسطيني الاسرائيلي.
لعب المعهد دورًا مهمًا في الصراع الفلسطيني الإسرائيلي ، وكان موضوع العديد من الفضائح المتعلقة بمعاملته مع الأجساد الفلسطينية.
واحدة من أكثر الفضائح شهرة حدثت في عام 2000 عندما تم الكشف عن أن المعهد كان يأخذ أعضاء من الجثث الفلسطينية دون موافقة عائلات المتوفين. وأدى ذلك إلى غضب واستنكار واسع النطاق وأدى إلى استقالة مدير المعهد.
ووقعت فضيحة أخرى تورط فيها معهد أبو كبير للطب الشرعي في عام 2014 عندما تم الكشف عن أن المعهد كان يستخدم جثثًا فلسطينية لإجراء تجارب طبية دون موافقة أهالي المتوفين. أثار هذا الوحي غضبًا وإدانة من المجتمع الفلسطيني ومنظمات حقوق الإنسان.
بالإضافة إلى هذه الفضائح ، تعرض معهد أبو كبير للطب الشرعي أيضًا لانتقادات لدوره في الصراع الفلسطيني الإسرائيلي. اتهمت جماعات حقوق الإنسان الفلسطينية المعهد بالتورط في التستر على جرائم الحرب الإسرائيلية وانتهاكات حقوق الإنسان ، بما في ذلك القوة المفرطة وقتل المدنيين العزل.
أحد الأمثلة على تورط معهد أبو كبير للطب الشرعي في الصراع الفلسطيني الإسرائيلي هو حالة محمد أبو خلف ، الرجل الفلسطيني الذي قُتل على أيدي القوات الإسرائيلية في عام 2014. كان معهد أبو كبير للطب الشرعي مسؤولاً عن تشريح جثة أبو خلف ، واتضح فيما بعد أن المعهد قد غير تقرير التشريح للتستر على حقيقة أن أبو خلف قد أصيب في ظهره. يسلط هذا الحادث الضوء على كيفية استخدام معهد أبو كبير للطب الشرعي لخدمة مصالح دولة إسرائيل ، حتى على حساب الحقيقة وحقوق الشعب الفلسطيني.
كما تم انتقاد تورط معهد أبو كبير للطب الشرعي في الصراع الفلسطيني الإسرائيلي على أسس أخلاقية. جادل البعض بأن تدخل المعهد في فحص الجثث الفلسطينية يشكل شكلاً من أشكال الانحياز الطبي ، لأنه يسمح للدولة الإسرائيلية باستخدام جثث الشعب الفلسطيني لأغراضها الخاصة. هذا ينتهك المبدأ الأساسي للحياد الطبي ، الذي ينص على أن على المهنيين الطبيين واجب توفير الرعاية للمحتاجين ، بغض النظر عن معتقداتهم السياسية أو الأيديولوجية.
على الرغم من هذه الخلافات ، لعب معهد أبو كبير للطب الشرعي دورًا مهمًا في الصراع الفلسطيني الإسرائيلي. يُنظر إلى انخراطها في فحص الجثث الفلسطينية على أنه وسيلة لدولة إسرائيل لتأكيد سيطرتها على الأراضي الفلسطينية المحتلة وإسكات المعارضة لسياساتها. هذا مقلق بشكل خاص بالنظر إلى تاريخ المعهد في الفضائح ودوره في التستر على جرائم الحرب الإسرائيلية وانتهاكات حقوق الإنسان.
كان معهد أبو كبير للطب الشرعي مؤسسة مثيرة للجدل ومثيرة للجدل في الصراع الفلسطيني الإسرائيلي. يكتنف دورها في فحص الجثث الفلسطينية بالفضيحة والجدل. وقد اتُهمت بالتورط في التستر على جرائم الحرب الإسرائيلية وانتهاكات حقوق الإنسان. إن استمرار انخراطها في الصراع الفلسطيني الإسرائيلي يسلط الضوء على الصراع المستمر والتوترات بين الجانبين والحاجة إلى مزيد من المساءلة والشفافية في معاملة الهيئات الفلسطينية.

## سرقة الأعضاء
في عام 2005، اعترف كبير الأطباء الشرعيين يهودا هيس، ومدير معهد أبو كبير في الفترة 1988 إلى 2004، بالإزالة غير المصرح بها للأعضاء والعظام والأنسجة من 125 جثة في التسعينيات. قالت إسرائيل إن مثل هذا النشاط توقف في عام 2000.
في عام 2009، ورد ذكر معهد أبو كبير في مقال أثار الجدل في صحيفة أفتونبلاديت السويدية، والذي اتهم المعهد بأنه جزء من عصابة لتهريب الأعضاء البشرية، حيث يقوم جنود جيش الاحتلال الإسرائيلي باختطاف فلسطينيين لأخذ أعضائهم.
اعترفت وزارة الصحة الإسرائيلية لاحقًا بأن «الجلد والقرنية وصمامات القلب والعظام» قد أزيلت أثناء تشريح جثث إسرائيليين، بمن فيهم جنود جيش الاحتلال الإسرائيلي وفلسطينيون وعمال أجانب في التسعينيات. وتقول الوزارة إنه خلال العقد الماضي، كانت الإجراءات التي تم إجراؤها في أبو كبير متوافقة مع الأخلاق والقانون اليهودي، وتتم جميع عمليات إزالة الأعضاء بإذن.

## الآثار الثقافية والاجتماعية والسياسية لممارسات وسياسات لمعهد أبو كبير للطب الشرعي
كتبت ميرا فايس بإسهاب عن معهد أبو كبير للطب الشرعي في كتابها "الجسد المختار: سياسة الجسد في المجتمع الإسرائيلي" ، تبحث فايس في الآثار الثقافية والاجتماعية والسياسية لممارسات وسياسات المعهد، وكيف تعكس اتجاهات أوسع في المجتمع الإسرائيلي. ركزت فايس بشكل خاص على معاملة المعهد للأجساد الفلسطينية على أنها "متاحة للاستخدام" من قبل الدولة ومؤسساتها بطرق لا تعتبر مقبولة. ويشمل ذلك استخدام الجثث الفلسطينية في التجارب الطبية وجمع الأعضاء، وكذلك استخدام الجثث الفلسطينية كدليل في التحقيقات الجنائية والعمليات العسكرية. تجادل فايس بأن معاملة الأجساد الفلسطينية تعكس اتجاهاً أوسع في المجتمع الإسرائيلي نحو استغلال الجسد والسيطرة عليه. يظهر هذا في استخدام الجيش الإسرائيلي للجسد كأداة للحرب والاحتلال، وكذلك في استخدام المؤسسة الطبية الإسرائيلية للجسم في التجارب الطبية وحصاد الأعضاء. وتشير فايس أيضًا إلى أن معاملة الجثث الفلسطينية على أنها "مستباحة" ترتبط ارتباطًا وثيقًا بجهود الدولة الإسرائيلية للتحكم في المجتمع الفلسطيني والسيطرة عليه.
تلاحظ فايس أن ممارسات وسياسات المعهد تعكس ديناميكيات القوة الأوسع بين الجانبين، كما أن معهد أبو كبير للطب الشرعي هو موقع رئيسي لفهم العلاقة المعقدة والمثيرة للجدل في كثير من الأحيان بين الجسم والسلطة في المجتمع الإسرائيلي، وأن ممارساته وسياساته لها آثار كبيرة على الصراع المستمر والتوترات بين المجتمعين الفلسطيني والإسرائيلي.